# Dorthe Holm
Dorthe Holm, född den 3 juli 1972 i Köpenhamn, Danmark, är en dansk curlingspelare.
Hon tog OS-silver i damernas curlingturnering i samband med de olympiska curlingtävlingarna 1998 i Nagano.